# Галин Камбуров
Галин Павлов Камбуров е български футболист, защитник. Роден на 22.12.1986 г. в гр. Бургас. Висок е 182 см и тежи 82 кг. Юноша е на ЦСКА. Играл е и в отбора на Несебър, за който има записани 38 мача и общо 2648 минути игрово време, както и за Черноморец Бургас (София), където обаче записва едва 86 минути.В началото на 2005 г. е трансфериран в Славия и подписва договор за 2,5 години, но по-малко от година по-късно е освободен заради контузия в коленните връзки.
По-късно играе във В Футболна група за Странджа-Металург от град Средец.